# Roberto Herlitzka
Roberto Herlitzka (Turijn, 2 oktober 1937 - Rome, 31 juli 2024) was een Italiaanse acteur.

## Leven en werk

### Afkomst en opleiding
Roberto Herlitzka werd in Turijn geboren als de tweede zoon van een joodse Tsjecho-Slowaakse vader, afkomstig uit Brno, en een katholieke Italiaanse moeder, een vertaalster. Zijn ouders gingen vrij vlug uit elkaar. Zijn vader hertrouwde met een kunstschilderes en kort daarop, in januari 1939, emigreerde hij naar Argentinië op de vlucht voor de fascistische rassenwetten. Roberto en zijn oudere broer Paolo overleefden de jodenvervolging door de familienaam van hun moeder aan te nemen.
Herlitzka deed zijn middelbare studies in Turijn aan het prestigieuze Liceo classico Massimo d'Azeglio. Daarna vatte hij studies letterkunde aan aan de Universiteit van Turijn. Spoedig besloot hij te verhuizen naar Rome om er in te trekken in het huis van zijn vader, die was teruggekeerd uit Argentinië en nu een kunstgalerie uitbaatte. In Rome volgde hij lessen bij toneelregisseur en -pedagoog Orazio Costa aan de Accademia nazionale d'arte drammatica.

### Filmcarrière
De filmcarrière van Herlitzka kwam traag op gang. Hij werd gecast in een zestigtal films. Driekwart van zijn films draaide hij vanaf de leeftijd van zestig jaar.

#### Debuut onder regie van Lina Wertmüller
Debuteren in de filmwereld deed Herlitzka redelijk laat, op 36-jarige leeftijd, en wel onder de vleugels van Lina Wertmüller: de tragikomedie Film d'amore e d'anarchia (1973), het drama Pasqualino Settebellezze (1975) en de komedies Scherzo del destino in agguato dietro l'angolo come un brigante da strada (1983) en Notte d'estate con profilo greco, occhi a mandorla e odore di basilico (1986).

#### Jaren tachtig-negentig
Behalve de twee Wertmüllerkomedies zijn er nog enkele vermeldenswaardige films uit de jaren tachtig: de komedie Oci ciornie (1987) waarin Herlitzka een advocaat vertolkt en het drama over eenzaamheid en zelfmoord Gli occhiali d'oro (1987) waarin hij een professor speelt. Uit de jaren negentig zijn vermeldenswaardig het drama Le fils préféré (1994) waarin hij de vader is van drie erg verschillende zonen en het met prijzen en nominaties overladen historisch drama Marianna Ucrìa (1997) waarin een adellijke moeder haar dertienjarige doofstomme dochter verplicht te huwen met haar veel oudere oom (Herlitzka).

#### Enkele hoogtepunten uit zijn late succesperiode
De eenentwintigste eeuw (2000-2022) was zijn meest vruchtbare periode:
- In het drama L'ultima lezione (2001) kroop Herlitzka in de huid van de mysterieus verdwenen Federico Caffè, een Italiaans politiek econoom en belangrijk vertegenwoordiger van de Keynesiaanse school.

- In het politiek drama Buongiorno, notte (Marco Bellocchio, 2003) belichaamde Herlitzka de Italiaanse christendemocratische politicus Aldo Moro die in 1978 werd ontvoerd en twee maanden later werd vermoord door de Rode Brigades. Voor zijn acteerprestatie werd hij onder meer beloond met een David di Donatello en een Nastro d'Argento.

- Het drama Aria (2009) toonde Herlitzka in de hoofdrol van een beroemde, ouder wordende en getrouwde concertpianist die al zijn hele leven lang zijn drang om vrouwenkleren te dragen onderdrukt en niet langer met die leugen wil leven.

- In het politiek geladen euthanasiedrama Bella addormentata (2012) castte Bellocchio Herlitzka als een senator die ook psychiater is.

- In het in de Romeinse onderwijswereld gesitueerd drama Il rosso e il blu (Giuseppe Piccioni, 2012) gaf Herlitzka gestalte aan een oudere autoritaire en vlug geïrriteerde leerkracht die er toch in slaagt een nieuwe motivatie en levenslust te vinden. Aan zijn hoofdrol hield hij een nominatie over voor de David di Donatello voor beste acteur.

- Paolo Sorrentino voerde Herlitzka op als een Romeinse kardinaal in het met prijzen en positieve kritieken overladen en als een hommage aan het Felliniaanse filmuniversum opgevatte drama La grande bellezza (2013). Sorrentino regisseerde Herlitzka eveneens in het politiek drama Loro (2018) dat een duivels en wrang portret schetst van Silvio Berlusconi en de intriges rond hem.

- Nog twee keer maakte Bellocchio gebruik van Herlitzka's acteertalent. 
  - In het in het Noord-Italië van de 17e eeuw gesitueerd historisch drama Sangue del mio sangue (2015) wordt de jonge aristocraat Federico door zijn moeder naar het klooster van Bobbio gestuurd waar zijn broer priester Fabrizio zelfmoord pleegde nadat die werd verleid door zuster Benedetta. Ook Federico gaat door de knieën voor haar charmes. Schuldig bevonden aan hekserij wordt de non veroordeeld tot levenslange opsluiting. Enkele eeuwen later verschijnt op de zelfde plaats een andere Federico, een ministeriële inspecteur, die ontdekt dat het klooster nog bewoond wordt door een mysterieuze graaf (Herlitzka) die alleen 's nachts leeft.
  - Herlitzka maakte als priester en leraar deel uit van de cast van het ontroerend drama Fai bei sogni (2016) waarin een journalist tracht te achterhalen hoe en waarom zijn moeder is gestrorven toen hij negen jaar oud was.

- Het drama Leonora addio (2022), Herlitzka's laatste film, was meteen de eerste en laatste film die Paolo Taviani zonder zijn overleden broer Vittorio draaide. Herlitzka verleende er zijn stem aan Luigi Pirandello op wiens roman Il chiodo de film is gebaseerd.

#### Samenwerkingen
Naast Marco Bellocchio, die hem vijf keer castte, werkte Herlitzka meerder keren samen met Paolo Sorrentino, Luigi Magni, Lina Wertmüller, Giuliano Montaldo en Roberto Andò.

### Toneel
Herlitzka verscheen veel eerder op de bühne dan op het witte doek. Hij debuteerde in 1960 onder regie van zijn leermeester Orazio Costa die hem tot 1966 regisseerde. Daarna namen voornamelijk Antonio Calenda en Gabriele Lavia de regisseursfakkel over. 
Herlitzka speelde vooral in toneelstukken van klassieke auteurs, Shakespeare voorop. Hij vertolkte werk van onder meer Aeschylus en Sophocles, Dante, Pedro Calderón de la Barca, Molière, Goldoni, Lessing en Diderot. Hij was eveneens te zien in werk van moderne klassieken als Ibsen, Tsjechov, Pirandello, d'Annunzio en Sternheim, en in werk van meer hedendaagse auteurs als Jean Genet, Arthur Miller en Claudio Magris.
Herlitzka won heel wat Italiaanse toneelprijzen, onder meer de Premio Flaiano en de Premio Gassman. Voor de toneelseizoenen 2002-2003 (voor het door Calenda geregisseerde La mostra van Claudio Magris)  en 2003-2004 (voor het door Wertmüller geregisseerde Lasciami andare, madre van Helga Schneider), kreeg hij de Premio Ubu, de meest prestigieuze Italiaanse theaterprijs. 

### Televisie
Herlitzka was regelmatig op televisie te zien, in films en miniseries. Hij werd er geregisseerd door onder meer Vittorio Cottafavi, Mauro Bolognini, Ruggero Deodato, Tonino Valerii en Lina Wertmüller.
Hij verscheen in verfilmingen van werk van onder meer Stendhal, Joseph Conrad, Franz Kafka, Francis Durbridge en Umberto Eco (miniserie Il nome della rosa uit 2019).  

### Privéleven
Sinds 1968 vormde Herlitzka een koppel met de actrice Chiara Cajoli. Dat bleven ze tot aan haar overlijden begin juni 2024. Amper twee maanden later overleed Herlitzka op 86-jarige leeftijd.

## Filmografie (ruime selectie)
- 1973 - Film d'amore e d'anarchia (Lina Wertmüller)
- 1973 - La villeggiatura (Marco Leto)
- 1974 - L'invenzione di Morel (Emidio Greco)
- 1975 - Pasqualino Settebellezze (Lina Wertmüller)
- 1983 - Scherzo del destino in agguato dietro l'angolo come un brigante da strada (Lina Wertmüller)
- 1986 - Notte d'estate con profilo greco, occhi a mandorla e odore di basilico (Lina Wertmüller)
- 1987 - Oci ciornie (Nikita Michalkov)
- 1987 - Gli occhiali d'oro (Giuliano Montaldo)
- 1987 - Secondo Ponzio Pilato (Luigi Magni)
- 1988 - La maschera (Fiorella Infascelli)
- 1990 - Tracce di vita amorosa (Peter Del Monte)
- 1990 - In nome del popolo sovrano (Luigi Magni)
- 1991 - Marcellino pane e vino (Luigi Comencini)
- 1994 - Il sogno della farfalla (Marco Bellocchio)
- 1994 - Le fils préféré (Nicole Garcia)
- 1996 - Intolerance (Marco Simon Puccioni, episode Ottant'anni di Intolerance)
- 1997 - Marianna Ucrìa (Roberto Faenza)
- 1999 - Il corpo dell'anima (Salvatore Piscicelli)
- 2001 - L'ultima lezione (Fabio Rosi)
- 2003 - Il est plus facile pour un chameau... (Valeria Bruni Tedeschi)
- 2003 - Le intermittenze del cuore (Fabio Carpi)
- 2003 - Buongiorno, notte (Marco Bellocchio)
- 2004 - De reditu - Il ritorno (Claudio Bondì)
- 2005 - Viva Zapatero! (Sabina Guzzanti)
- 2006 - Viaggio segreto (Roberto Andò)
- 2008 - I demoni di San Pietroburgo (Giuliano Montaldo)
- 2009 - Aria (Valerio D'Annunzio)
- 2009 - Le ombre rosse (Francesco Maselli)
- 2009 - Christine Cristina (Stefania Sandrelli)
- 2011 - L'ultimo terrestre (Gian Alfonso Pacinotti)
- 2011 - Sette opere di misericordia (Gianluca en Massimiliano De Serio)
- 2012 - La città ideale (Luigi Lo Cascio)
- 2012 - Bella addormentata (Marco Bellocchio)
- 2012 - Il rosso e il blu (Giuseppe Piccioni)
- 2013 - La grande bellezza (Paolo Sorrentino)
- 2015 - Sangue del mio sangue (Marco Bellocchio)
- 2016 - Non c'è più religione (Luca Miniero)
- 2016 - Fai bei sogni (Marco Bellocchio)
- 2018 - Loro (Paolo Sorrentino)
- 2018 - Notti magiche (Paolo Virzì)
- 2019 - Lontano lontano (Gianni Di Gregorio)
- 2021 - Il bambino nascosto (Roberto Andò)
- 2022 - Leonora addio (Paolo Taviani)

## Prijzen en nominaties

### Prijzen
- 2004 - Buongiorno, notte: David di Donatello voor beste acteur in een bijrol
- 2004 - Buongiorno, notte: Nastro d'Argento voor beste acteur
- 2013 -  Nastro d'Argento speciale voor zijn carrière

### Nominaties
- 1998 - Marianna Ucrìa: Nastro d'Argento voor beste acteur in een bijrol
- 2012 - Sette opere di misericordia: Nastro d'Argento voor beste acteur
- 2013 - Il rosso e il blu: David di Donatello per il miglior attore protagonista

- Bibsys: 6089207
- Biblioteca Nacional de España: XX4679979
- Bibliothèque nationale de France: cb141866897 (data)
- CiNii: DA18768990
- Gemeinsame Normdatei: 1190066246
- International Standard Name Identifier: 0000 0001 1596 1988
- Library of Congress Control Number: no2006126156
- MusicBrainz: 756d7115-856b-4b8d-8fd3-a445a0c009d1
- Nationale Bibliotheek van Tsjechië: xx0152814
- Nationale Bibliotheek van Israël: 987007349933505171
- Istituto Centrale per il Catalogo Unico: SBLV222247
- Système universitaire de documentation: 078751446
- Virtual International Authority File: 12072584
- WorldCat: E39PBJxcTJpKRbdFyHpJMjjKVC